# Justiciero Arcaico
Justiciero Arcaico es un álbum de la banda argentina de heavy metal Jason. 

## Lista de canciones
1. «J.A.S.O.N» - 05:55
2. «Juez verdugo...» - 04:01
3. «Ideal inmortal» - 03:27
4. «Mamita querida» - 04:11
5. «Falsa ley» - 04:39
6. «Nube negra» - 03:44
7. «Guardián de tu dolor» - 04:35
8. «Creencias latinas» - 04:09
9. «Recital a la paz» - 03:45
10. «Lamentos desde el mar» - 05:18
11. «Castillo de ilusión» - 03:30
12. «Heaven and Hell» (cover de Black Sabbath) - 06:30

## Formación
- Tano Maiorell - Vocales
- Ariel Ranieri - Guitarra
- Claudio Durante - Bajo
- Diego Michel - Batería
- Ariel Basaldua - Teclado

- Datos: Q5956815